# Gong (Zeitschrift)
Gong ist eine wöchentlich erscheinende deutsche Fernsehzeitschrift. Sie erschien erstmals 1948 als Radio-Programmzeitschrift und wird von der Gong Verlag GmbH herausgegeben, die zur Funke Mediengruppe gehört. Im Gong werden neben redaktionellen Beiträgen Programmübersichten von Fernseh- und Radiosendern publiziert. Seit 1979 verleiht die Zeitschrift den Fernsehpreis Goldener Gong.

## Geschichte

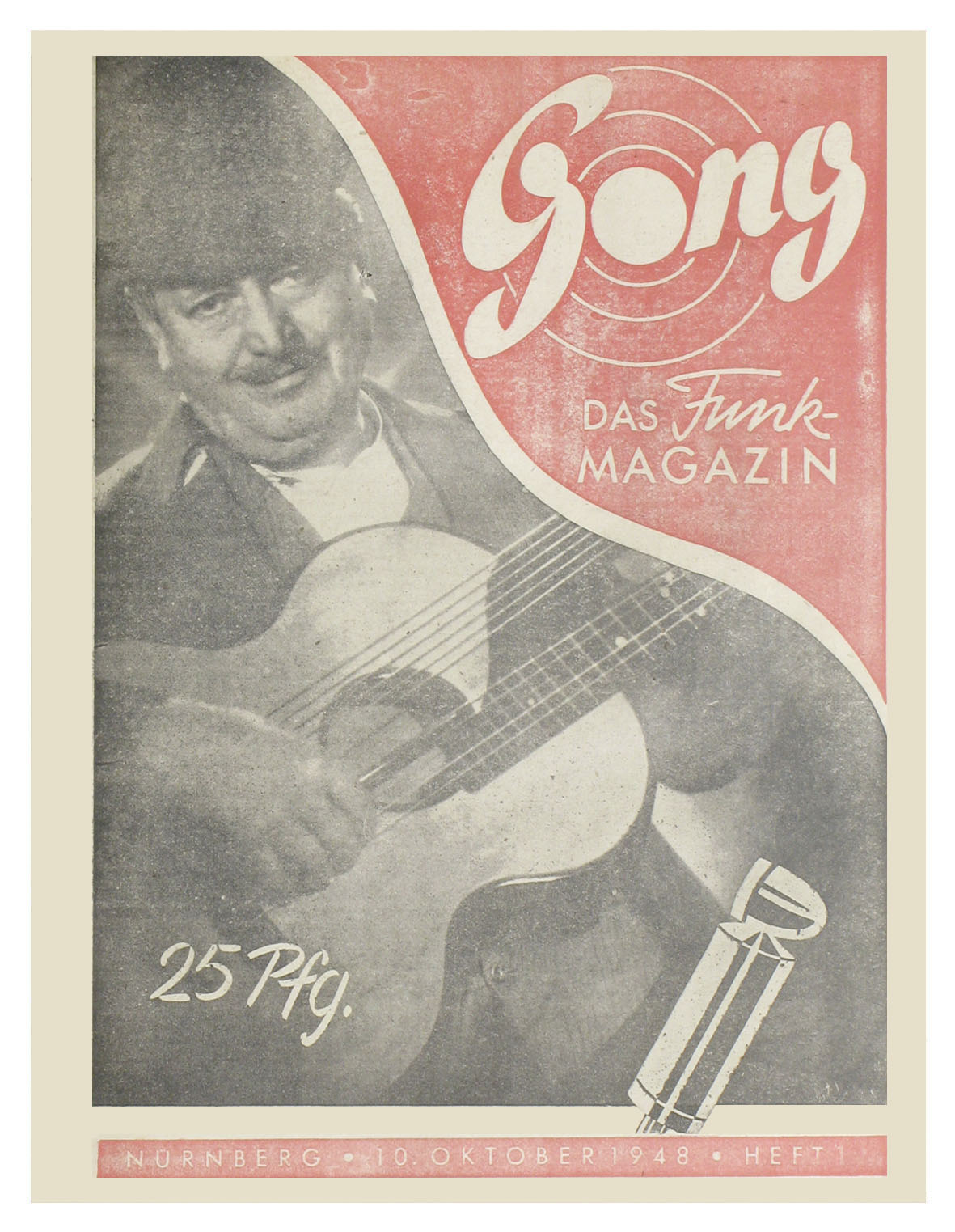
Titelseite der Erstausgabe (1948)

Die Zeitschrift wurde am 10. Oktober 1948 als reines Hörfunkmagazin gegründet (Untertitel: „Das Funk-Magazin“). Der erste Gong hatte 20 Seiten und kostete 25 Pfennige. Pate für den Namen stand der Gongschlag, der zu jeder vollen Stunde im Radio ertönte. Die erste Redaktion arbeitete seinerzeit in Nürnberg; die Zeitschrift erschien im Nürnberger Sebaldus-Verlag unter der amerikanischen Zulassungs-Nummer US-E-112. Das erste Titelbild zeigte Hans Moser (1880–1964) mit einer Kontragitarre. Gong druckte als ersten Roman Conan Doyles Der Hund von Baskerville. Die Eigenwerbung lautete: „Das neue Funk-Magazin bietet Ihnen und Ihren Familien-Angehörigen neben auserlesenen Romanen reichhaltige, übersichtlich gegliederte Sendeprogramme, gediegene Unterhaltung, anregende Belehrung, köstliche Witze und ganz neuartige, hochinteressante Preisausschreiben mit Preisen bis zu 1000 DM“.
Am Sebaldus Verlag mit seinen 200 Einzelgesellschaftern und Prälat Balthasar Moeckel als Geschäftsführer und Generaldirektor war die katholische Kirche mit 24 Prozent beteiligt. Moeckel expandierte. Er übernahm Publikationen wie die Radiowelt und die Illustrierte Funkwelt, die er dem Gong einverleibte. Im August 1997 übernahm die DBAG, die Deutsche Beteiligungs AG, die Investorengruppe Alpha und der Stuttgarter Wirtschaftsprüfer Erwin Kiefer den Sebaldus Verlag. Seit 1. Dezember 2000 gehört der Gong zur WAZ-Mediengruppe, jetzt Funke Mediengruppe.
Das erste Fernsehprogramm wurde 1953 abgedruckt. 1979 lag die Druckauflage bei 1.204.800 Exemplaren.
Bekanntester Chefredakteur des Gong war Helmut Markwort (bis September 2010 Chefredakteur des Magazins Focus). Er wirkte von 1970 bis 1991. Die weiteren Chefredakteure der Zeitschrift waren Conrad Schmitt (1948–1963), Wilhelm Mogge (1963), Theo Reubel-Ciani (1964–1970), Bob Borrink (1991–1995), Dirk Altemann (1995), Rainer Stiller (1995–2001), Katrin Kaiser (2001–2002) und Carsten Pfefferkorn (2002–2014). Seit August 2014 leitet Christian Hellmann den Gong.
Der Gong erfuhr in den letzten Jahren weitreichende Neuerungen und Modernisierungen. Er ist bis auf den Umschlag und das Impressum identisch mit der Zeitschrift Bild+Funk. Er verfügt über einen täglichen Doku-Planer, der in einer eigenen Sparte die Leser über die täglich nach Redaktionsmeinung besten Wissens-, Reise- und Natur-Sendungen informiert. Zudem war der Gong die erste wöchentliche Programmzeitschrift, die im Herbst 2013 die Trennung zwischen Bezahlfernsehen und frei empfangbaren Sendern aufhob und neben Sky (das in vielen Zeitschriften des Segments gelistet ist) auch andere Bezahlsender wie National Geographic in sein Programm-Listing aufnahm.
Von 2004 bis 2006 vergab Gong zusammen mit der Fernseharbeit der evangelischen und der katholischen Kirche sowie der christlichen Hilfsorganisation World Vision Deutschland einen Gospel-Award im deutschen Fernsehen. Nach drei Jahren wurde dieser Preis eingestellt.
2008 rügte der Deutsche Presserat die Zeitschrift wegen Verstoßes gegen den Pressekodex. Sie hatte in mehreren Berichten über Medizinthemen ein Präparat genannt, das kein Alleinstellungsmerkmal aufwies. Dieses wertete der Presserat als Schleichwerbung. 2010 erfolgte erneut eine Rüge des Deutschen Presserates wegen Ziffer 7 des Pressekodexes. Die Zeitschrift hatte in einem Kochrezept für ein Weihnachtsmenü mehrfach Produktnamen genannt, die für das Rezept als solches nicht erforderlich gewesen wären.

## Heute
Außerhalb des Programms, im vorderen und hinteren redaktionellen Teil der Zeitschrift, liegt der Schwerpunkt der Berichterstattung heute auf den Themengebieten Wissen, Reise, Medien, Kino, Gesundheit, Verbraucher. In seiner Sendungsauswahl und seiner Berichterstattung richtet sich der Gong heute an Zuschauer, die neben Spielfilmen und Serien ein starkes Interesse an Dokumentationen, Reportagen und nutzwertigen Magazin-Sendungen haben.
In einem besonderen Teil (Name: Unsere Zeit) fasst das Magazin besondere, nutzenorientierte Beiträge aus den Bereichen Gesundheit, Reise, Küche und Psychologie/Familie zusammen.
Mit fast 55 Sendern und zwölf Seiten pro Programmtag bietet der Gong einen der umfangreichsten Programmteile aller wöchentlichen Programmzeitschriften. Die größten sieben deutschen Sender (von Das Erste bis VOX) werden auf zwei Doppelseiten pro Tag dargestellt. Dadurch kann der Leser auf einer kompletten Doppelseite das Tagesprogramm und auf einer weiteren das komplette Abendprogramm dieser Sender dargestellt finden. Auch Sparten- und Regionalsender, alle Dritten Programme sowie Kinder- und Jugendsender werden dargestellt. Zudem hat der Gong seit 2013 neben Sky weitere Bezahlsender in sein Listing aufgenommen. Der Gong bewertet alle ausgestrahlten Filme und testet sie auf Familientauglichkeit.
In seiner Heftmitte befindet sich eine herausnehmbare Radio-Zeitung mit einem ausführlichen Überblick über das tägliche Rundfunkprogramm. Außerdem hat der Gong einen großen Rätselteil.
Seit Anfang 2010 gehört der Internet-Fernsehprogrammdienst Klack.de zum Gong-Verlag.

## Auflagenstatistik
Im vierten Quartal 2014 lag die durchschnittliche monatlich verbreiteten Auflage nach IVW bei 240.705 Exemplaren. Das sind 5,09 Prozent (12.904 Hefte) weniger als im Vergleichsquartal des Vorjahres. Die Abonnentenzahl fiel innerhalb eines Jahres um 6,48 Prozent auf jetzt 162.871 Abonnenten. Derzeit beziehen 67,67 Prozent der Leser die Zeitschrift im Abonnement.
| 1998 | 1999 | 2000 | 2001 | 2002 | 2003 | 2004 | 2005 | 2006 | 2007   | 2008   | 2009   | 2010   | 2011   | 2012   | 2013   | 2014   | 2015   | 2016   | 2017   | 2018   | 2019   | 2020   | 2021   | 2022   | 2023   | 2024 |
| ---- | ---- | ---- | ---- | ---- | ---- | ---- | ---- | ---- | ------ | ------ | ------ | ------ | ------ | ------ | ------ | ------ | ------ | ------ | ------ | ------ | ------ | ------ | ------ | ------ | ------ | ---- |
|      |      |      |      |      |      |      |      |      | 322081 | 308323 | 302741 | 298002 | 284192 | 265805 | 250764 | 237846 | 222101 | 208712 | 202221 | 194377 | 189265 | 173721 | 158938 | 145034 | 134401 |      |

| 1998 | 1999 | 2000 | 2001 | 2002 | 2003 | 2004 | 2005 | 2006 | 2007   | 2008   | 2009   | 2010   | 2011   | 2012   | 2013   | 2014   | 2015   | 2016   | 2017   | 2018   | 2019   | 2020   | 2021   | 2022   | 2023  | 2024 |
| ---- | ---- | ---- | ---- | ---- | ---- | ---- | ---- | ---- | ------ | ------ | ------ | ------ | ------ | ------ | ------ | ------ | ------ | ------ | ------ | ------ | ------ | ------ | ------ | ------ | ----- | ---- |
|      |      |      |      |      |      |      |      |      | 222861 | 212228 | 208816 | 207890 | 199063 | 185168 | 174163 | 162871 | 152688 | 143649 | 139479 | 135322 | 133827 | 121269 | 110594 | 100961 | 92036 |      |